# Paloh Tok Due
Paloh Tok Due is een bestuurslaag in het regentschap Pidie van de provincie Atjeh, Indonesië. Paloh Tok Due telt 307 inwoners (volkstelling 2010).